# Dar i tajemnica
Dar i tajemnica − książka autobiograficzna napisana przez Jana Pawła II w 50. rocznicę święceń kapłańskich.
Papież opisuje w niej historię swojego powołania, nie tylko związaną z zewnętrznymi wydarzeniami, ale również przeżyciami i doświadczeniami z nim związanymi. Książka zawiera wspomnienie z lat młodzieńczych Karola Wojtyły, studiów na Uniwersytecie Jagiellońskim i w Seminarium Krakowskim, a także pierwszych lat kapłaństwa i pobytu w Rzymie w latach 1946–1948.
Książka w wydaniu polskim była wzbogacona rysunkami miejsc związanych z kapłaństwem byłego biskupa krakowskiego autorstwa Stanisława Sobolewskiego. Na końcu książki, wolą autora, znajduje się "Litania do Chrystusa Kapłana i Żertwy".